# Guido Galli
Guido Galli (Bergamo, 28 giugno 1932 – Milano, 19 marzo 1980) è stato un magistrato italiano.

## Biografia
Compie gli studi universitari a Milano, dove si laurea il 10 novembre 1954, superando poi gli esami per procuratore legale nel novembre del 1956.
Dopo essersi congedato dal servizio militare (svolto come sottotenente di artiglieria) ed aver superato il concorso in magistratura indetto viene nominato il 10 aprile 1959 uditore giudiziario.
In una lettera scritta al padre Roberto il 4 gennaio 1957 motiva così la volontà di entrare nell'ordine giudiziario: “...perchè vedi papà, io non ho mai pensato ai grandi clienti o alle <<belle sentenze>> o ai libri; io ho pensato soprattutto, e ti prego credere che dico la verità come forse non l’ho mai detta in vita mia, a un mestiere che potesse darmi la grande soddisfazione di fare qualche cosa per gli altri”.
Il 27 aprile 1959 inizia il “corso di perfezionamento” presso il Tribunale di Roma e il 10 ottobre 1959 viene trasferito alla Procura della Repubblica di Milano.
Nel parere per il conferimento delle funzioni giudiziarie Guido Galli viene descritto come: ...un giovane al quale non può mancare il miglior successo nello ulteriore svolgimento della carriera per la sua precisa e vasta preparazione tecnica, per lo scrupolo col quale usa approfondire ogni questione di fatto e di diritto, approfondimento e studio che trovano concreta espressione nei suoi scritti, che si distinguono oltre che per la forma impeccabile, per la impostazione logica e per il rigore delle argomentazioni giuridiche.
Il Consiglio Superiore della Magistratura il 13 luglio 1960 conferisce le funzioni giurisdizionali al dott. Guido Galli destinandolo definitivamente alla Procura della Repubblica presso il Tribunale di Milano.
Guido Galli trascorre due anni presso la Procura di Milano per poi chiedere di essere trasferito alla Pretura di Milano, con funzioni di Pretore, il 7 aprile 1962 il magistrato prende possesso nel nuovo ufficio e nelle nuove funzioni.
Dopo più di cinque anni trascorsi in Pretura, Guido Galli ritorna alla Procura della Repubblica presso il Tribunale di Milano con funzioni di sostituto procuratore nel 1968.
In quegli anni si occupa di inchieste importanti; è, ad esempio, il Pubblico ministero nella vicenda legata al fallimento del Cotonificio Vallesusa (un vero e proprio impero che contava oltre trenta stabilimenti tra Val di Susa, Canavese e Lombardia e 18 mila dipendenti). Guido Galli sostiene l’accusa per la bancarotta dell’imprenditore Felice Riva, amministratore delegato del cotonificio, noto, oltre che per aver lasciato senza lavoro migliaia di dipendenti a causa di un buco di decine di miliardi di lire, anche per aver ricoperto il ruolo di presidente del Milan Calcio.
Nel 1969 sostiene l’accusa in un altro importante processo per bancarotta, quello della Società Finanziaria Italiana nel quale troverà come collaboratore dei commissari liquidatori Giorgio Ambrosoli.
Nel 1963 inizia la carriera universitaria. Allievo del professor Alberto Candian, prima assistente volontario alla cattedra di procedura penale presso l’università di Modena, nel 1969 viene abilitato alla libera docenza in procedura penale. Diventa poi professore incaricato presso la cattedra di antropologia criminale dello stesso ateneo fino al 1976, quando diventa professore incaricato di criminologia alla facoltà di giurisprudenza della Statale di Milano.
È autore di diversi saggi fra cui la celebre monografia La politica criminale in Italia negli anni 1974-1977, un testo che trattava la detenzione preventiva, gli interrogatori, la libertà dei cittadini. Nella premessa al volume Guido Galli scrive: Viviamo, certo, tempi scuri: ma gli strumenti per uscirne non devono essere totalmente inidonei alla difesa delle istituzioni e della vita dell’individuo; od indiscriminatamente compressivi della libertà individuale, in nome di ‘ragioni di emergenza’ il cui sbocco frequente ci è purtroppo ben noto. Secondo Galli, le esigenze di sicurezza sociale non potevano mai costituire ragione di deroga ai diritti fondamentali dei cittadini (tematica sempre attuale nel dibattito sulle misure di contrasto ai fenomeni eversivi).
In un altro volume scritto insieme ai colleghi Bruno Siclari e Francesco Siena dal titolo: Le recenti leggi contro la criminalità  in tema di fermo di polizia ai sensi dell'art. 238 c.p.p precedente la riforma della Legge 22 maggio 1975 n. 152 (disposizioni a tutela dell'ordine pubblico) è scritto: l'abbassamento ad <<indizio>> delle <<prove>> richieste per un provvedimento restrittivo della libertà personale e la qualificazione degli indizi - non necessariamente concordanti – come <<gravi>>, aggettivo che dice tutto e niente e dice in ogni caso assai poco a chi aspiri ad un minimo di tassatività, sono altrettante aperture, forse inevitabili, all'errore e all'abuso. Ed ancora, con riferimento al medesimo istituto nella nuova formulazione legislativa:Che, di fronte ad un istituto il quale già di per sè si presentava, dunque, e pur dopo una faticosa evoluzione in senso riduttivo, come facile occasione se non altro di errori pesantemente incidenti sulla libertà personale, se ne sia dilatata l'applicabilità attraverso l'ampliamento sia dei presupposti che delle ipotesi può spiegarsi soltanto con una serie di ragioni, il cui minimo comun denominatore non può sfuggire ad un giudizio negativo: sul piano del rispetto dei valori costituzionali, prima ancora che delle linee di tendenza emergenti dalla legge-delega per il nuovo codice di procedura penale..
Il 18 settembre 1974 è nominato membro della Commissione ministeriale per l’elaborazione del progetto del nuovo codice di procedura penale presieduta da Giandomenico Pisapia e Giovanni Conso, che elabora il “Progetto preliminare” del 1978.
Guido Galli assume anche il ruolo di componente e segretario della giunta esecutiva della sezione distrettuale di Milano dell’Anm. In tale veste, insieme agli altri componenti della giunta stessa, viene sottoposto a procedimento disciplinare per aver concorso ad elaborare ed approvare un ordine del giorno in cui veniva “criticata” la decisione di rimettere a Catanzaro il processo per la strage di Piazza Fontana.
Il 3 dicembre 1974 viene assolto dalle incolpazioni ascrittegli perché il fatto non costituisce illecito disciplinare.
La sezione disciplinare valuterà infatti quella “critica” come mossa dalla “necessità di tutelare gli interessi morali della magistratura di Milano, sentitasi ingiustamente colpita dal trasferimento del noto processo”.
Negli anni ’70 Guido Galli esercita le funzioni giudicanti presso il Tribunale di Milano ricoprendo prima la funzione di giudice presso la terza sezione penale (alternandosi nella presidenza del collegio con il presidente titolare), poi come Presidente della VI sezione penale per poi passare all’Ufficio Istruzione, dove rimarrà fino al giorno della sua tragica scomparsa, nella qualità di giudice istruttore.
Durante la permanenza all’Ufficio Istruzione si occupa prevalentemente di terrorismo, affrontando quella che potrebbe essere definita come la madre di tutte le inchieste in materia: la lunga istruttoria contro il più importante gruppo di capi e dirigenti della formazione terrorista Prima Linea.
L’inchiesta prende il via dalla cattura, il 13 settembre 1978, del latitante Corrado Alunni, già esponente di spicco delle Brigate Rosse, lasciate nel 1975 per continuare la lotta armata sotto altre sigle (come quella delle Formazioni Comuniste Combattenti).
Dopo appena un anno dall’arresto di Alunni, l’11 settembre 1979, il giudice Galli conclude l’istruttoria depositando un documento di 311 pagine.
Proprio quell’istruttoria consente di mettere a fuoco - tra l’altro - l’attività di una organizzazione terroristica meno nota delle due principali (Brigate Rosse e Prima Linea), le FCC (Formazioni Comuniste Combattenti), risultate più vicine a PL che alle BR nonché il fatto che Corrado Alunni, non era più un militante delle BR, come si era a lungo pensato sulla base di precedenti indagini.
Il periodo temporale affrontato dall’istruttoria si ferma a dicembre del 1978. Il 29 gennaio 1979 cadeva sotto il fuoco di Prima Linea un altro giudice del Tribunale di Milano: Emilio Alessandrini. Quell’omicidio, insieme ad altri reati ascrivibili al predetto gruppo terrorista, saranno trattati nel medesimo procedimento relativo all’omicidio del dott. Guido Galli.
Forse con quell’atto Guido Galli ha involontariamente scritto anche la propria condanna a morte: il processo nei confronti di Corrado Alunni e degli altri esponenti del gruppo terrorista si sarebbe infatti aperto pochi giorni dopo l'omicidio del magistrato.
Una settimana dopo il suo barbaro assassinio, il 26 marzo 1980, il Consiglio giudiziario di Milano emise l’ultimo positivo parere per la nomina del dott. Guido Galli a magistrato di Cassazione.
Nelle parole utilizzate nel parere, che ripercorre tutta la straordinaria carriera del magistrato, si può leggere anche l’elogio per come il dott. Guido Galli ha interpretato la propria funzione di magistrato: La morte avvenuta il 19 marzo del c.a. non è di ostacolo alla nomina del dott. Galli a magistrato di Cassazione, avendo egli maturato fin dal 10 aprile 1979 la prescritta anzianità. Anzi, essendo certo che egli è stato assassinato a causa delle sue funzioni di giudice e per il modo coraggioso di esercitarle, tale evento doloroso pone in maggior risalto le doti sopra illustrate e aggiunge un ulteriore merito al magistrato, che resta per tutti un esempio indimenticabile.
Guido Galli venne ucciso il 19 marzo 1980 davanti all’aula 309 dell’Università Statale di Milano.
L’omicidio venne rivendicato da Prima Linea gruppo di fuoco Romano Tognini ("Valerio").
L’omicidio è descritto nella voce Omicidio di Guido Galli.
Nel settembre del 1980 Roberto Galli, padre del giudice assassinato, raccolse e pubblicò un libro in memoria del figlio, in cui sono ripercorse fasi della vita professionale e familiare del magistrato oltre a testimonianze di chi ha avuto il privilegio di conoscere e lavorare con il Giudice.
Dal 2013 l'Aula Magna del Palazzo di Giustizia di Milano fu intitolata a Emilio Alessandrini e a Guido Galli.